# Embelia
Embelia é um género botânico pertencente à família Myrsinaceae.